# Dom przy Rynku 3 w Radkowie
Dom przy Rynku 3 w Radkowie – zabytkowy dom w mieście Radków.
Renesansowa kamienica wybudowana w XVI w. Do czasów współczesnych zachował się kamienny portal z datą 1577. W XVIII w. budynek przebudowano w stylu barokowym. Jego cechy widoczne są szczególnie w dekoracji sztukatorskiej zawierającej motywy muszli i akantu. W szczycie (lukarnie) nisza z figurą św. Floriana. Nad  nim fronton z chorągwią i monogramem.  

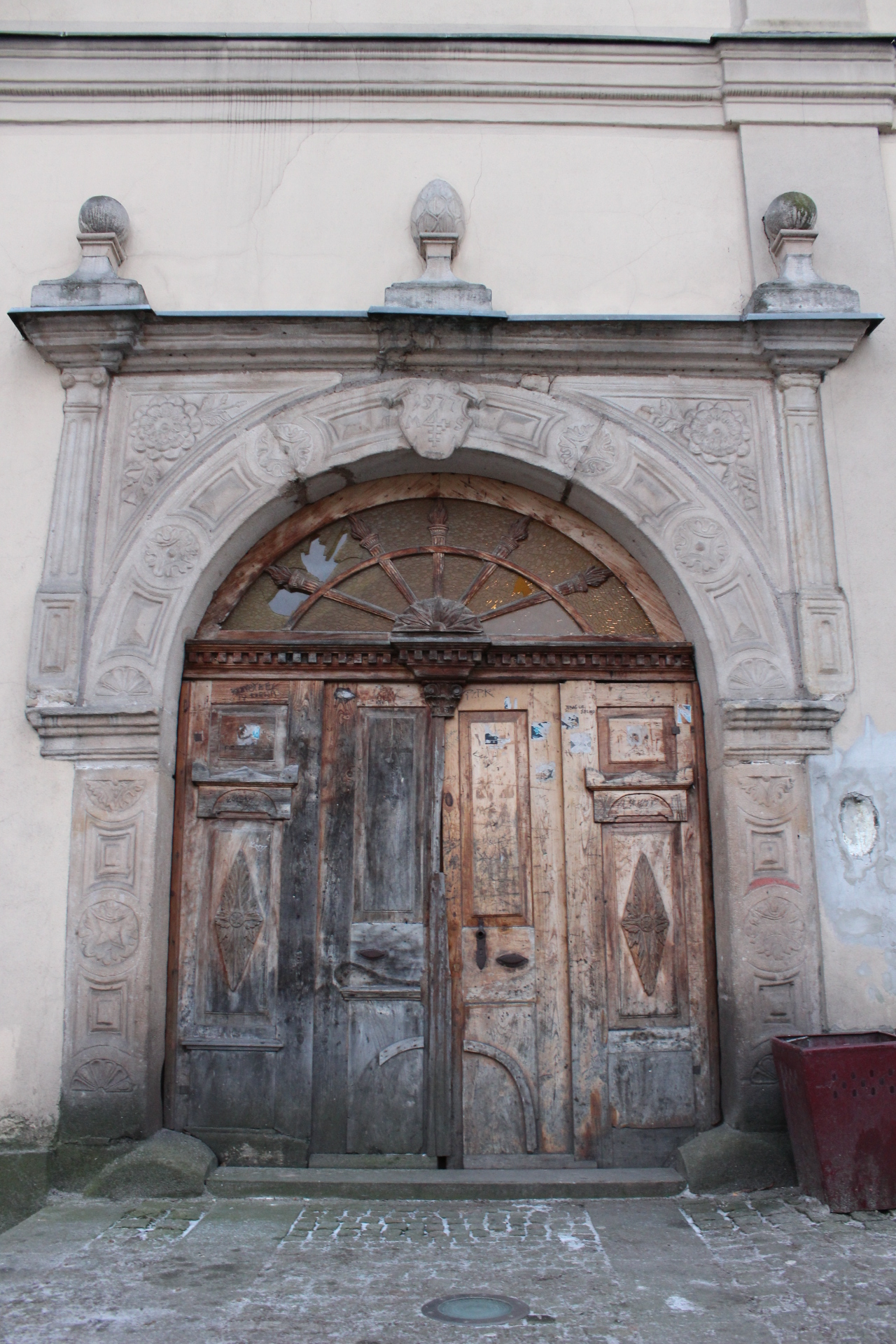
Portal